# Schistostoma brandbergensis
Schistostoma brandbergensis är en tvåvingeart som beskrevs av Igor Shamshev och Sinclair 2006. Schistostoma brandbergensis ingår i släktet Schistostoma och familjen styltflugor.
Artens utbredningsområde är Namibia. Inga underarter finns listade i Catalogue of Life.